# Préamplificateur

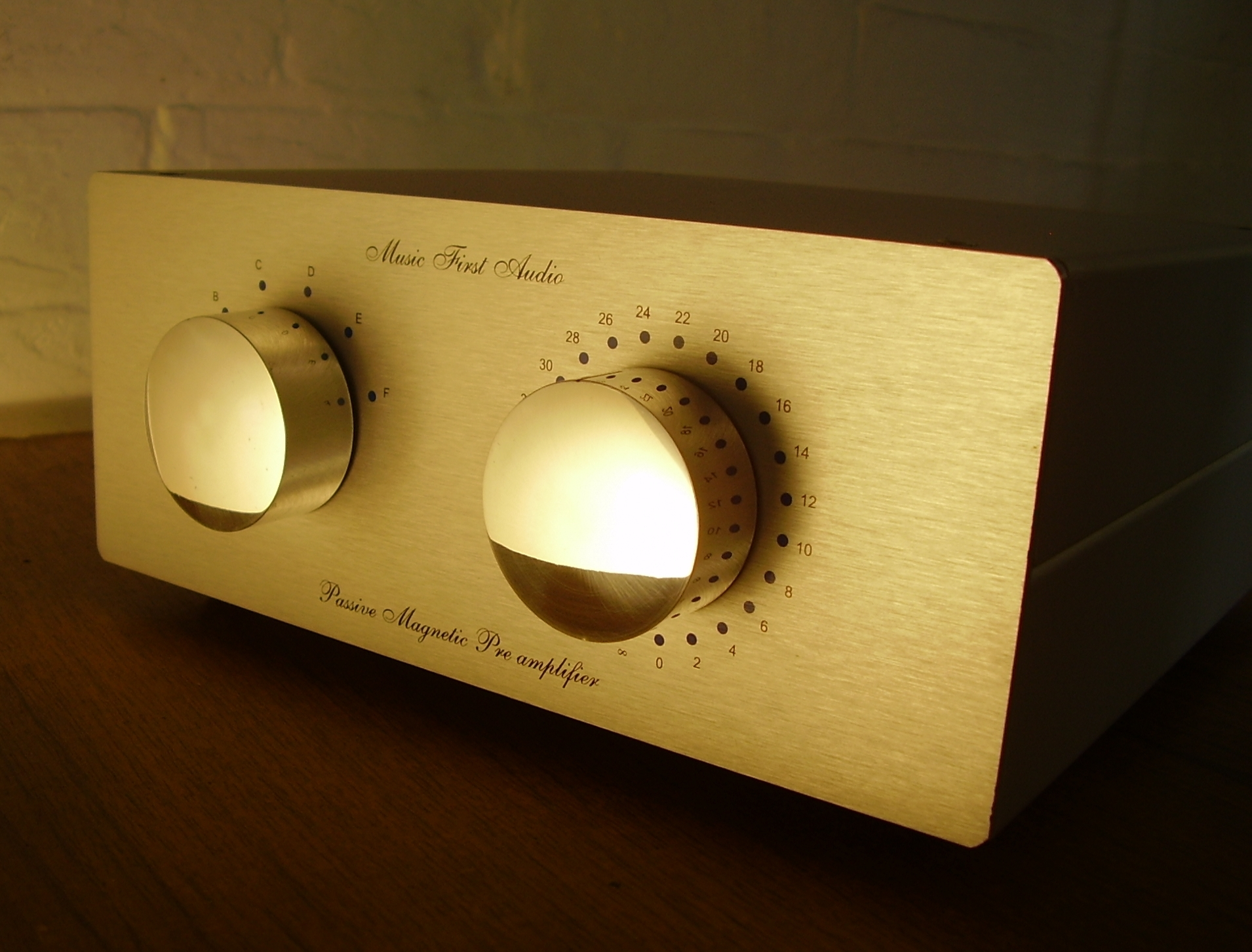
Un préamplificateur stéréo haut de gamme typique.

Un préamplificateur, préampli ou préamplificateur de commande est un amplificateur électronique qui reçoit et adapte un signal avant de le transmettre à l'amplificateur principal.
Les faibles signaux sont très sensibles au bruit (bruits de fond). Un préamplificateur de faible qualité entraînera donc une chute significative du rapport signal-bruit, en d'autres termes une baisse de la qualité du signal.

## Description
Un préamplificateur joue le rôle de premier étage d'amplification situé au plus près de la source de signal.
Conformément au théorème de Friis, c'est lui qui est le garant d'un bon rapport signal sur bruit en sortie du système puisqu'il doit réussir à extraire un très faible signal électrique.
Grâce à sa proximité à la source du signal, il permet de limiter les dégradations de celui-ci par des interférences parasites ou par son atténuation lors du transport.
Les préamplificateurs se rencontrent donc dans toutes les applications où l'on désire mesurer électriquement un signal physique en aval d'un transducteur quelconque :
- applications audio : microphones, tourne-disques,
- applications radiofréquences : antennes,
- autres applications : photodétecteurs, détecteurs infrarouge, instruments scientifiques, etc.

En plus de la fonction d'amplification bas bruit, le préamplificateur peut incorporer des fonctions de traitement de signal simple : filtrage fréquentiel, correction de tonalité ou compression par exemple.

## Préamplificateur phono
Lorsqu'utilisés avec une chaîne haute-fidélité, les tourne-disques électro-acoustiques nécessitent un préamplificateur phono (aussi appelé préamplificateur RIAA), incorporé ou non, afin d'amplifier le signal audio, de corriger sa réponse amplitude-fréquence et de fixer l'impédance d'entrée.

### Correction de la réponse amplitude-fréquence
Tous les disques vinyles sont enregistrés avec une même déformation de la courbe de réponse en fréquence (certaines fréquences sont amplifiées, d'autres atténuées). Cette courbe a été fixée par le RIAA, association responsable de la création des disques microsillons, afin de permettre un meilleur rendu sonore. Le préamplificateur phono doit donc appliquer une courbe de correction inverse sur le signal pour restituer le son correctement.

### Adaptation de l'impédance
Le préamplificateur phono doit avoir, en entrée, la bonne valeur d'impédance et de capacité de charge nécessaires au bon fonctionnement de la tête de lecture. La plupart des modèles ont 47 kΩ d'impédance, mais la valeur peut varier selon les marques.